# 坚固蛹螺
坚固蛹螺，又名斑点硬捻螺，为捻螺科蛹螺属的动物。

## 分佈和棲息地
分布于印度洋的毛里求斯及马达加斯加岛，還有西太平洋的日本、菲律宾、印度尼西亚、托里斯海峡、新喀里多尼亚岛、台湾岛，包括中国大陆的东中国海、浙江、海南、广东、香港等海域。
常栖息在潮间带至水深约30m的砂底、浅海。
属于暖水性种。其一般生活于潮间带砂质底-潮下带浅水区粗砂碎石底。

## 外部連結
- 維基物種上的相關：坚固蛹螺